# Deroy Duarte
Deroy d’Encarnação Duarte znany jako Deroy Duarte (ur. 4 lipca 1999 w Rotterdamie) – kabowerdeński piłkarz grający na pozycji środkowego pomocnika. Od 2021 jest zawodnikiem klubu Fortuna Sittard. Jego brat Laros również jest piłkarzem i reprezentantem Republiki Zielonego Przylądka.

## Kariera klubowa
Swoją karierę piłkarską Duarte rozpoczynał w 2006 roku w juniorach Sparty Rotterdam. W 2016 roku stał się członkiem zespołu rezerw Sparty, a w 2017 roku pierwszego zespołu. Zadebiutował w nim 12 sierpnia 2017 w przegranym 0:3 wyjazdowym meczu z VVV Venlo. W sezonie 2017/2018 spadł ze Spartą z Eredivisie do Eerste divisie. Z kolei w sezonie 2018/2019 wrócił z nią do Eredivisie. W Sparcie grał do lata 2021.
Latem 2021 Duarte został piłkarzem Fortuny Sittard. Swój debiut w Fortunie zaliczył 14 sierpnia 2021 w wygranym 2:1 domowym spotkaniu z FC Twente.
| Sezon   | Klub             | Kraj     | Rozgrywki      | Mecze | Bramki |
| ------- | ---------------- | -------- | -------------- | ----- | ------ |
| 2016/17 | Jong Sparta      | Holandia | Tweede divisie | 30    | 12     |
| 2017/18 | Sparta Rotterdam | Holandia | Eredivisie     | 25    | 3      |
| 2017/18 | Jong Sparta      | Holandia | Tweede divisie | 2     | 0      |
| 2018/19 | Sparta Rotterdam | Holandia | Eerste divisie | 34    | 5      |
| 2019/20 | Sparta Rotterdam | Holandia | Eredivisie     | 14    | 0      |
| 2020/21 | Sparta Rotterdam | Holandia | Eredivisie     | 27    | 4      |
| 2020/21 | Jong Sparta      | Holandia | Tweede divisie | 1     | 0      |
| 2021/22 | Fortuna Sittard  | Holandia | Eredivisie     | 33    | 1      |
| 2022/23 | Fortuna Sittard  | Holandia | Eredivisie     | 26    | 1      |
| 2023/24 | Fortuna Sittard  | Holandia | Eredivisie     | 28    | 2      |

## Kariera reprezentacyjna
W reprezentacji Republiki Zielonego Przylądka Duarte zadebiutował 25 marca 2022 w wygranym 6:0 towarzyskim meczu z Liechtensteinem, rozegranym w San Pedro del Pinatar. W 2024 roku został powołany do kadry na Puchar Narodów Afryki 2023. W tym turnieju rozegrał trzy mecze: grupowe z Ghaną (2:1) i z Mozambikiem (3:0) oraz w 1/8 finału z Mauretanią (1:0).